# Медаль А. С. Макаренка
Медаль А. С. Макаренка — медаль  Української РСР, заснована на честь українського радянського педагога А. С. Макаренка, для нагородження працівників освіти та педагогічної науки УРСР.

## Історія нагороди
Нагрудна медаль А. С. Макаренко заснована Постановою Ради Міністрів УРСР від 11 вересня 1964.
Нагородженню підлягали: вчителі, вихователі, старші піонервожаті, керівники шкіл, педагогічні працівники позашкільних та дошкільних установ, органів народної освіти, працівники педагогічних наук, що досягли успіхів у навчанні та вихованні підростаючого покоління, у розвитку народної освіти, теорії та історії педагогіки, психології, вдосконаленні методів навчання, за створення високоякісних підручників і посібників для шкіл, середніх і вищих навчальних закладів Української РСР.
Нагородження проводилося за поданням обласних виконкомів, Київського та Севастопольського міських Рад депутатів трудящих.

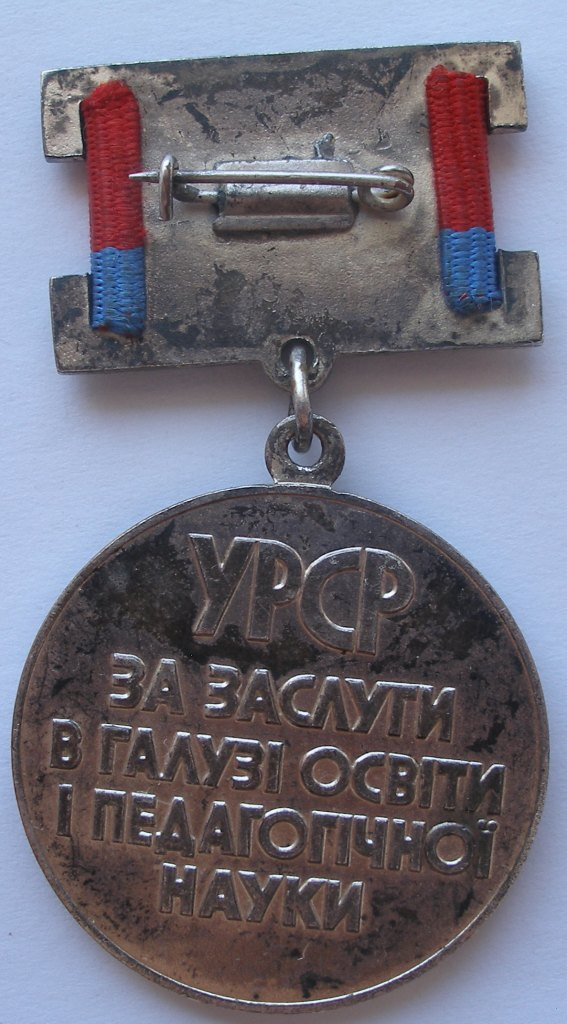
Реверс медалі

### Зовнішній вигляд медалі
Медаль А. С. Макаренка мала форму кола діаметром 27 мм. На лицьовій стороні медалі — рельєфне бюстове зображення радянського педагога і письменника Макаренко. У нижній частині — напис: «А. С. Макаренко». На зворотному боці медалі, у верхній частині — напис «УРСР», по центру, в чотири рядки — «ЗА ЗАСЛУГИ / В ГАЛУЗІ ОСВІТИ / І ПЕДАГОГІЧНОЇ / НАУКИ». Написи українською мовою, літери опуклі. За допомогою вушка і кільця медаль приєднана до прямокутної колодки, обтягнутою двокольорового муаровою стрічкою кольорів прапора УРСР, довжиною 20 мм, шириною 12 мм (8 мм вгорі — червоного кольору, 4 мм внизу — блакитного). Медаль та колодка виготовлялися з нейзильбера.